# Methanohalobium
Genre
Espèces de rang inférieur
- Methanohalobium evestigatum

Methanohalobium est un genre d'archées halophiles méthanogènes de l'ordre des Methanosarcinales.